# Guerra de navegadors

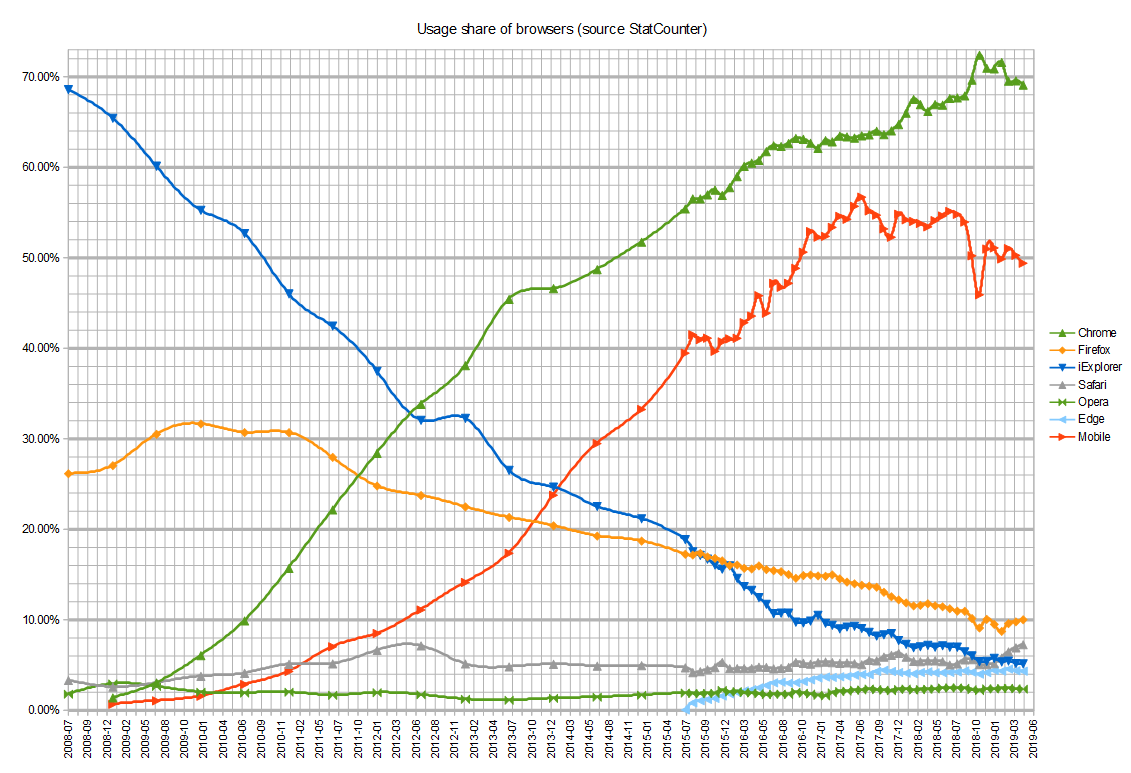
Percentatge d'ús dels navegadors segons StatCounter.

La guerra de navegadors (en anglès: Browser Wars, joc de paraules amb Star Wars) és el nom popular que es dona a la competència entre els navegadors web pel domini del mercat. Específicament, el terme es refereix a la lluita entre Microsoft, amb el seu navegador Internet Explorer, i Netscape, amb Netscape Navigator, pel domini del mercat de navegadors web (particularment a la plataforma Windows) cap al final de la dècada dels 1990, ja que en aquesta època cap altra companyia oferia una competència considerable en el mercat. Entre 2004 i 2017 es va reprendre la denominació per designar la competència entre els navegadors més utilitzats, com Mozilla Firefox, Internet Explorer, Opera, Safari i recentment Google Chrome, però en 2017, les quotes d'ús d'Opera, Firefox i Internet Explorer van caure molt per sota del 5% cadascuna, mentre que Google Chrome s'havia expandit a més del 60% a tot el món. El 26 de maig de 2017, Andreas Gal, antic CTO de Mozilla, va declarar públicament que Google Chrome va guanyar la Segona Guerra del Navegador.

## Història

Ús de navegadors web (març de 2011).

Cap a mitjan 1995 la World Wide Web començava a guanyar notorietat pública. Netscape Navigator va ser l'estàndard de facto per navegació web en aquests temps, consistint la seva competència en només un grapat de navegadors com Mosaic i Lynx, els quals van ser desenvolupats en campus universitaris. Microsoft va reconèixer l'èxit de Netscape i va preveure el potencial del web, de manera que va comprar llicències de Mosaic per crear la primera versió d'Internet Explorer, versió 1.0, la qual es va llançar com a part del paquet d'extensió Windows 95 l'agost de 1995. Internet Explorer 2.0 va ser llançat tres mesos més tard. La cursa pel control de la navegació web havia començat.
El potencial que Microsoft va veure a la web era el comerç, més específicament un mitjà per dirigir l'atenció dels usuaris de la web cap a Microsoft i els seus productes. El punt crucial de la guerra de navegadors té lloc quan Microsoft va apuntar la pàgina d'inici d'Internet Explorer (la pàgina que és carregada automàticament quan el navegador és iniciat) cap al seu propi lloc web. Aquest avantatge va ser, probablement, la raó per la qual Microsoft va començar a distribuir Internet Explorer sense càrrec.
Noves versions de Netscape (més tard anomenat Netscape Communicator) i d'Internet Explorer van ser alliberades a un ritme accelerat en els anys immediats. Les noves funcionalitats sovint prenien major prioritat que la reparació d'errors, produint navegadors inestables, estàndards de desenvolupament web "bellugadissos", forats de seguretat i una infinitat de mals de cap per als usuaris. Internet Explorer amb prou feines va començar a acostar-se a la seva competència amb Internet Explorer 3.0 (llançat el 1996), ja que només oferia suport per a llenguatges interpretats (scripting) i la primera implementació comercial dels fulls d'estil en cascada (CSS).
A l'octubre de 1997 va ser llançat Internet Explorer 4.0. La festa de llançament a San Francisco comptava amb un gegantí logotip de la lletra "i". Els empleats de Netscape es van trobar al pati davanter de l'edifici amb el logo gegant al costat d'una llegenda: "de l'equip de l'IE". Els empleats de Netscape li van donar immediatament la volta i van col·locar una figura gegant de la seva mascota, el drac Mozilla, sobre ell, amb la llegenda "Netscape 72, Microsoft 18" (representant les porcions del mercat).
Durant aquesta època, sovint, els dissenyadors de pàgines web col·locaven advertències a les seves pàgines com ara "vist millor amb Netscape" o "vist millor amb Internet Explorer". Aquests missatges generalment apuntaven a una versió específica del navegador, i enllaçaven una font des d'on es podia descarregar el navegador preferit. En certa manera aquests missatges van ser un indicador de la divergència entre els estàndards suportats pels navegadors.
Microsoft comptava amb dues fortes avantatges en la guerra de navegadors. Una era simplement la disponibilitat de recursos: Netscape, que va començar amb aproximadament el 90% del mercat i una bona relació amb el públic, era una companyia relativament petita que obtenia essencialment la major part dels seus ingressos d'un únic producte (Navigator i els seus derivats), de manera que es trobava en una posició de vulnerabilitat financera. L'altra avantatge, i més important encara, era que Windows posseïa un monopoli en el mercat de sistemes operatius, que podia ser utilitzat per empènyer a Internet Explorer cap a una posició dominant. Internet Explorer va ser inclòs amb cada còpia de Windows, aconseguint expandir la seva porció del mercat tot i comptar inicialment amb un producte apreciablement inferior. Internet Explorer segueix sent gratuït, mentre que les grans quantitats de guanys obtinguts de Windows van ser utilitzades per finançar el seu desenvolupament i màrqueting, donant com a resultat ràpides millores fins al punt en què el producte va oferir tantes prestacions com Netscape, apaivagant així la necessitat dels usuaris de descarregar i instal·lar Netscape.
Altres accions de Microsoft també van danyar a Netscape, com ara:
- El model de negocis de Netscape es basava a distribuir el navegador en forma gratuïta però vendre el seu programari per a servidors. Microsoft va copsar això i va atacar les fonts de guanys de Netscape, incorporant el servidor web Internet Information Server gratuïtament amb les versions per a servidors de Windows, i oferint als clients de Microsoft clons dels servidors proxy, de correu i notícies de Netscape de franc o amb descomptes considerables. Això no va produir un gran impacte al principi, ja que gran part dels guanys de Netscape provenien de clients utilitzant servidors Sun Microsystems, però el resultat gradual va ser el de posicionar a Windows NT com un servidor per a Internet i intranet més popular reduint, alhora, els ingressos de Netscape.
- Microsoft va crear acords amb fabricants d'ordinadors de llicències, de manera que requeria que incloguessin icones d'escriptori per IE a la vegada que se'ls penalitzava per incloure Netscape en els seus ordinadors.
- Microsoft va facilitar la creació de versions "pròpies" d'Internet Explorer per mitjans i grans proveïdors d'Internet, fet que pocs proveïdors van ignorar, la qual cosa va significar que els usuaris de diversos proveïdors es van atrevir a utilitzar Internet Explorer sobre Netscape.
- Microsoft va crear un acord de llicència amb AOL per basar la interfície d'usuari d'AOL a Internet Explorer.
- Microsoft va adquirir i va alliberar una eina per a la creació de pàgines web, FrontPage, la qual tendia a crear pàgines que afavorien ser visitades amb IE.
- Microsoft va incloure suport per a CSS a Internet Explorer al mateix temps que ho va fer més tolerant el codi HTML de qualitat pobra (a vegades generat per eines de disseny web). Per a molts dissenyadors web d'escassos coneixements resultava més senzill crear pàgines per a IE que haver de reparar codi HTML malformat, sense importar que les seves creacions continguessin codi no necessari.

L'efecte d'aquestes accions va ser el de «tallar el subministrament d'aire de Netscape», tal com el va declarar un executiu durant el judici antimonopoli de Microsoft. Això, juntament amb diverses decisions equivocades de Netscape, va comportar la derrota de Netscape el 1998, després d'això la companyia va ser adquirida per America Online per la suma de 4,2 milions de dòlars. Internet Explorer va esdevenir el nou navegador dominant i va arribar a un 96% de porció del mercat (estadístiques basades en recomptes de visites llocs de la web), més del que Netscape va obtenir en el seu número més elevat.
La guerra de navegadors acabar quan Internet Explorer va deixar de tenir una competència seriosa en el mercat. Això també va portar a acabar amb les ràpides innovacions en navegadors, no hi va haver noves versions des de l'Internet Explorer 6.0, que es va llançar per coincidir amb el llançament de Windows XP (2001) fins al 2006, quan va ser llançat l'Internet Explorer 7.0. que és un navegador molt superior en funcionalitat a la seva versió anterior. Aquest va ser un canvi obligat, ja que Firefox, de la Fundació Mozilla, el superava en compatibilitat amb estàndards web, funcionalitat i el suport a extensions convertint-lo en un nou competidor seriós que amenaçaria la seva posició en el mercat.

## Conseqüències
La guerra de navegadors va encoratjar dos tipus de comportaments entre els seus combatents.
1. Funcionalitat contra errors: Un navegador web havia de tenir més funcionalitat que la seva competència o en cas contrari es consideraria endarrerit. No obstant això, comptava amb recursos humans limitats per al desenvolupament, fet que, sovint, va jugar en detriment de la qualitat dels productes, de manera que el programari era generalment alliberat amb errors importants.
2. Obeir estàndards contra crear els propis: Un navegador web havia d'obeir els estàndards imposats pels comitès d'estandardització (per exemple, complint amb les especificacions del llenguatge HTML). No obstant això, la competència requeria que els navegadors innovessin estenent els estàndards sense esperar aprovació d'un comitè. Les noves extensions funcionarien només en els navegadors que les implementaran, causant incompatibilitat amb aquells navegadors que no ho fessin.

Els estàndards web van ser debilitats a partir de la dominació del mercat per un sol navegador. Internet Explorer 6.0 encara presenta mancances en el compliment amb diversos estàndards com ara els fulls d'estil en cascada, el format d'imatge PNG i XHTML. Això ha provocat que els desenvolupadors web s'estanquin amb tècniques innecessàriament complexes (com ara l'abús de taules per a la disposició de pàgines, quan alternatives amb ús d'estàndards poden resultar més senzilles i poderoses). Molts desenvolupadors web també creen les seves pàgines per treballar únicament amb les idiosincràsies d'Internet Explorer, en lloc de complir am els estàndards, la qual cosa significa que moltes pàgines web només poden ser vistes correctament a Internet Explorer.
A més, Microsoft va implementar diverses extensions propietàries a les tecnologies web, provocant una incompatibilitat absoluta amb altres plataformes (exemple d'això són les extensions VBScript i ActiveX, com ara les tècniques DHTML pròpies de Microsoft).
La gairebé universal adopció d'Internet Explorer ha estat també un factor important en l'èxit dels atacs informàtics massius causats per cucs informàtics, els quals prenen profit de les vulnerabilitats del programari per a la seva autopropagació. Mentre més gran el nombre d'equips exposats a una mateixa vulnerabilitat, major serà la facilitat amb la qual un cuc es propagarà.
Finalment, però no menys important, pel fet que Internet Explorer porta la paraula 'Internet' en el seu nom molts usuaris inexperts van creure erròniament que l'Internet Explorer és la Internet (la versió d'Internet Explorer que acompanyava a Windows 95 es deia, de fet, La Internet), convertint així una migració d'un usuari a un altre navegador una mica difícil de tolerar en una primera instància.

## Altres Plataformes
El 1998 els desenvolupadors de Netscape van alliberar el codi de Navigator, rebatejant Mozilla. Mozilla va ser finalment reescrit per complet i millorat en nombroses formes. El 2002 Mozilla va aconseguir la seva versió 1.0 i s'ha tornat molt popular a la comunitat de codi obert. Diversos productes derivats han estat creats, incloent el mateix navegador lleuger de Mozilla anomenat Firefox. Segons un estudi de principis de 2006 Firefox és utilitzat per un 20% dels europeus.
El navegador Konqueror, part del projecte KDE, competeix amb Mozilla per la seva porció del mercat en sistemes del tipus Unix (com Linux o Solaris). El motor KHTML del Konqueror va ser posteriorment transformat en Webkit i adoptat per altres navegadors.
Opera té una petita porció del mercat en sistemes d'escriptori, però és popular en dispositius com telèfons mòbils d'última generació.

## Segona guerra de navegadors

Cronologia dels navegadors

El 2003 Microsoft va anunciar que l'Internet Explorer 6.0 SP1 serà l'última versió independent del seu navegador, i que futures millores dependran de la propera versió de Windows, anomenada Windows Vista. Vista inclourà noves eines com ara Avalon i XAML (un llenguatge XML propi), la qual cosa permetrà als desenvolupadors construir aplicacions web extensives, les quals poden ser comparades a grans trets amb els conceptes de XUL de Mozilla.
Com a resposta a això, l'abril de 2004 la Fundació Mozilla i Opera Software van unir esforços per desenvolupar nous estàndards en tecnologia, els quals afegeixen millors capacitats alhora que mantenen compatibilitat amb tecnologies ja existents. El resultat d'aquesta col·laboració va ser WHATWG, un grup de treball dedicat a la ràpida creació de noves definicions d'estàndards que seran, després, enviades a la W3C per a la seva aprovació.
Certs mitjans relacionats amb la tecnologia han suggerit que s'aproxima una segona guerra de navegadors, o que ja s'ha presentat. En comptes de combatre amb un munt de noves característiques, la segona guerra es lliurarà aparentment en el camp dels estàndards (com ara CSS, XML i DOM), seguretat i usabilitat. Internet Explorer ha estat objectiu en nombroses ocasions d'un gran nombre de cucs i virus, així com adware i spyware, forçant a alguns usuaris a migrar a alternatives com Chrome, Firefox, Opera o Safari.
Entre 2004 i 2017 es va reprendre la guerra dels navegadors per designar la competència entre els cinc principals navegadors: Internet Explorer, Mozilla Firefox, Chrome, Safari i Opera, però especialment entre Internet Explorer, Mozilla Firefox i Google Chrome. En 2004 la majoria d'usuaris utilitzen Internet Explorer, ja que és el que venia per defecte instal·lat en sistemes operatius Microsoft Windows però Chrome es va presentar com un rival notable, per la seva arquitectura multi-procés, interfície lleugera, càrrega ràpida i en 2017, les quotes d'ús d'Opera, Firefox i Internet Explorer van caure molt per sota del 5% cadascuna, mentre que Google Chrome s'havia expandit a més del 60% a tot el món. El 26 de maig de 2017, Andreas Gal, antic CTO de Mozilla, va declarar públicament que Google Chrome va guanyar la Segona Guerra del Navegador.